# 哈维·格兰特
哈维·格兰特（英語：Harvey Grant，1965年7月4日—），美国NBA联盟前职业篮球运动员。他在1988年NBA选秀中第1轮第12顺位被华盛顿子弹选中。